# Rosine Mbakam
Rosine Mbakam (Yaoundé, 1980) és una directora de cinema camerunesa resident a Bèlgica. Les seves pel·lícules més conegudes són els documentals Les dues cares d'una dona bamiléké (2016) i Chez Jolie Coiffure (2018) amb què va guanyar diversos premis internacionals. En aquests films desconstrueix la mirada colonial que provoca la discriminació social de les persones migrants a Europa. La sensibilitat i la riquesa amb què tracta el fenomen migratori l'han convertit en una de les cineastes més rellevants de l'actual panorama de no-ficció creativa.

## Biografia
Rosine Mbakam va néixer al Camerun el 1980. És originària de Tonga, al departament de Ndé, a la regió Oest del Camerun. Va créixer en una família tradicional bamiléké a Yaoundé.
Mbakam va fer els seus primer passos en el cinema el 2001 i es va formar en audiovisuals al Camerun entre 2001 i 2004 a la COE, una organització no governamental italiana amb seu a Yaoundé. Després va començar a treballar al canal de televisió camerunès privat Spectrum Television (STV), on va fer tasques de reportera i directora de programes del 2004 al 2007. El 2007, quan tenia 27 anys, va deixar el Camerun per anar viure a Bèlgica i es va matricular a l'Institut Supérieur des Arts (INSAS) de Brussel·les, on va continuar els seus estudis de cinema i producció audiovisual. Es va graduar a l'INSAS el 2012.

## Carrera
Mbakam va fer els seus primers curtmetratges mentre encara era estudiant: Un cadeau (2010) i Les Portes du Passé (2011). El mateix any va codirigir amb Mirko Popovitch la pel·lícula Mavambu, un retrat de l'artista congolès Freddy Tsimba produït per Africalia. Després d'acabar els estudis, va dirigir i editar pel·lícules i documentals per a la productora Africalia mentre dirigia les seves pròpies obres. El 2014 va cofundar la productora Tândor Productions amb Geoffroy Cernaix.

### Les dues cares d’una dona bamiléké
El 2016, Mbakam va dirigir el seu primer llargmetratge, un documental titulat Les dues cares d'una dona bamiléké. La pel·lícula de 76 minuts és un documental personal en què la directora explica el retorn al seu país natal, amb el seu marit francès i el seu fill, després d'una absència de set anys. La pel·lícula es compon d'una sèrie de converses entre la directora i la seva mare, principalment, sobre diversos temes relacionats amb la família, el gènere i la política.

### Chez Jolie Coiffure
Mbakam va dirigir una segona pel·lícula el 2018 titulada Chez Jolie Coiffure. El documental de 71 minuts tracta de la immigració, la vida quotidiana i les dificultats dels migrants africans a Europa. La pel·lícula té lloc a Brussel·les en una perruqueria dirigida per un migrant camerunès al districte de Matonge.

## Filmografia
- 2010: Un cadeau
- 2011: Mavambu
- 2011: Les Portes du passé
- 2012: Tu seras mon allié
- 2016: Les dues cares d'una dona bamiléké
- 2018: Chez Jolie Coiffure